# Rhytidaspis fusca
Rhytidaspis fusca är en insektsart som beskrevs av Heinrich Hugo Karny 1911. Rhytidaspis fusca ingår i släktet Rhytidaspis och familjen vårtbitare. Inga underarter finns listade i Catalogue of Life.